# Scutellaria andrachnoides
Scutellaria andrachnoides là một loài thực vật có hoa trong họ Hoa môi. Loài này được Vved. miêu tả khoa học đầu tiên năm 1954.